# Качкаровка (Запорожская область)
Качкаровка (укр. Качкарівка) — село,
Новопетровский сельский совет,
Великобелозёрский район,
Запорожская область,
Украина.
Код КОАТУУ — 2321186501. Население по переписи 2001 года составляло 38 человек .

## Географическое положение
Село Качкаровка находится на берегу реки Большая Белозёрка,
выше по течению на расстоянии в 1,5 км расположено село Великая Белозёрка,
ниже по течению на расстоянии в 2,5 км расположено село Новопетровка.